# Saint-Germain-sur-École
Saint-Germain-sur-École ist eine französische Gemeinde mit 371 Einwohnern (Stand: 1. Januar 2022) im Département Seine-et-Marne in der Region Île-de-France. Sie gehört zum Arrondissement Fontainebleau und zum Kanton Fontainebleau (bis 2015: Kanton Perthes). Die Einwohner werden Saint-Germanois genannt.

## Geographie
Saint-Germain-sur-École liegt etwa 44 Kilometer südsüdöstlich von Paris und etwa 16 Kilometer nordwestlich von Fontainebleau am École. Die Gemeinde liegt im Regionalen Naturpark Gâtinais français. Umgeben wird die Gemeinde von Soisy-sur-École im Norden und Westen, Saint-Sauveur-sur-École im Nordosten, Perthes im Osten sowie Cély im Süden und Osten.
| Soisy-sur-École |                                             | Saint-Sauveur-sur-École |
|                 | Kompassrose, die auf Nachbargemeinden zeigt | Perthes                 |
|                 |                                             | Cély                    |

Durch die Gemeinde führt die Autoroute A6.

## Bevölkerungsentwicklung
| 1962                      | 1968 | 1975 | 1982 | 1990 | 1999 | 2006 | 2013 |
| ------------------------- | ---- | ---- | ---- | ---- | ---- | ---- | ---- |
| 327                       | 361  | 329  | 449  | 456  | 546  | 614  | 653  |
| Quelle: Cassini und INSEE |      |      |      |      |      |      |      |

## Sehenswürdigkeiten
Siehe: Liste der Monuments historiques in Saint-Germain-sur-École

## Gemeindepartnerschaften
Mit der französischen Gemeinde Tréglonou im Département Finistère in der Bretagne besteht eine Partnerschaft.